# Биљача (Бујановац)
Биљача је насеље у Србији у општини Бујановац у Пчињском округу. Према попису из 2022. било је 1976 становника.
Биљача ce налази у подножју Рујна, у долини Драгушичке реке и у равници. Село се јавља у турском попису још с краја XV века. Према турским дефтерима из 1519. године, Горња и Доња Биљача имале су 22 хришћанске и 5 муслиманске породице. Биљача је и раније била највеће село у Моравици. Она је почетком XX столећа имала 180 домова. Махале насеља су следеће: Пекарска мала, Горња мала, Радоњска мала, Богданска мала и Циганска мала. После Другог светског рата број српских домаћинстава је износио 286.

## Историја
То место се 1899. године помиње и као "Билач". У насељу које припада Прешевској кази има неколико трговачких дућана и занатских радњи. Кроз место је пролазила речица, па су грађени мостићи за прелаз. Турчин Демир-беј јузбаша биљачког војног табора стекао је заслуге и углед код тамошњих Срба. Он је поред осталог дао да се начине две ћуприје, и порадио да поред турске и српска школа добије "русам наме" (царску дозволу) за легални рад. Поред турске основне, има ту 1899. године и српска четворогодишњу основна школа.
У месту је 1900. године прослављен празник и школска слава Св. Сава. Тада није било цркве у селу, а ни у ближој околини. Домаћин славе у школском здању био је старац Стојко Трајковић иначе школски старатељ, а светосавску беседу изговорио учитељ Сима Димитријевић. Трајковић је српску школу отворио још 1887. године.
Турска војска је маја 1910. године тражећи оружје упала у српско село Биљачу. Ту су свирепо тукли кмета Ристу Стојковића који је у очајању, извршио самоубиство револвером, након пуштања из апса.

## Демографија
У насељу Биљача живи 1250 пунолетних становника, а просечна старост становништва износи 29,7 година (28,9 код мушкараца и 30,5 код жена). У насељу има 401 домаћинство, а просечан број чланова по домаћинству је 5,08.
Ово насеље је углавном насељено Албанцима (према попису из 2002. године).
|  |

| Демографија | Демографија | Демографија |
| Година      | Становника  | Становника  |
| ----------- | ----------- | ----------- |
| 1948.       | 1.695       |             |
| 1953.       | 1.773       |             |
| 1961.       | 1.613       |             |
| 1971.       | 1.881       |             |
| 1981.       | 2.349       |             |
| 1991.       | 2.534       | 2.332       |
| 2002.       | 2.036       | 2.928       |
| 2022.       | 1.976       |             |

| Година пописа     | 1948. | 1953. | 1961. | 1971. | 1981. | 1991. | 2002. |
| ----------------- | ----- | ----- | ----- | ----- | ----- | ----- | ----- |
| Број домаћинстава | 293   | 302   | 306   | 326   | 395   | 428   | 401   |

| Број чланова      | 1  | 2  | 3  | 4  | 5  | 6  | 7  | 8  | 9  | 10 и више | Просек |
| ----------------- | -- | -- | -- | -- | -- | -- | -- | -- | -- | --------- | ------ |
| Број домаћинстава | 22 | 57 | 36 | 59 | 63 | 64 | 35 | 27 | 20 | 18        | 5,08   |

| Пол    | Укупно | Неожењен/Неудата | Ожењен/Удата | Удовац/Удовица | Разведен/Разведена | Непознато |
| ------ | ------ | ---------------- | ------------ | -------------- | ------------------ | --------- |
| Мушки  | 662    | 191              | 427          | 36             | 1                  | 7         |
| Женски | 711    | 154              | 488          | 65             | 0                  | 4         |
| УКУПНО | 1.373  | 345              | 915          | 101            | 1                  | 11        |

| Пол    | Укупно                    | Пољопривреда, лов и шумарство | Рибарство                            | Вађење руде и камена | Прерађивачка индустрија       |
| ------ | ------------------------- | ----------------------------- | ------------------------------------ | -------------------- | ----------------------------- |
| Мушки  | 371                       | 267                           | 0                                    | 0                    | 9                             |
| Женски | 232                       | 213                           | 0                                    | 0                    | 4                             |
| УКУПНО | 603                       | 480                           | 0                                    | 0                    | 13                            |
| Пол    | Производња и снабдевање   | Грађевинарство                | Трговина                             | Хотели и ресторани   | Саобраћај, складиштење и везе |
| Мушки  | 0                         | 13                            | 18                                   | 0                    | 16                            |
| Женски | 0                         | 0                             | 4                                    | 1                    | 0                             |
| УКУПНО | 0                         | 13                            | 22                                   | 1                    | 16                            |
| Пол    | Финансијско посредовање   | Некретнине                    | Државна управа и одбрана             | Образовање           | Здравствени и социјални рад   |
| Мушки  | 0                         | 0                             | 3                                    | 15                   | 14                            |
| Женски | 0                         | 0                             | 1                                    | 1                    | 4                             |
| УКУПНО | 0                         | 0                             | 4                                    | 16                   | 18                            |
| Пол    | Остале услужне активности | Приватна домаћинства          | Екстериторијалне организације и тела | Непознато            | Непознато                     |
| Мушки  | 1                         | 0                             | 0                                    | 15                   | 15                            |
| Женски | 0                         | 0                             | 0                                    | 4                    | 4                             |
| УКУПНО | 1                         | 0                             | 0                                    | 19                   | 19                            |

| Етнички састав према попису из 2002.‍ | Етнички састав према попису из 2002.‍ | Етнички састав према попису из 2002.‍ | Етнички састав према попису из 2002.‍ | Етнички састав према попису из 2002.‍ |
| ------------------------------------ | ------------------------------------ | ------------------------------------ | ------------------------------------ | ------------------------------------ |
|                                      |                                      |                                      |                                      |                                      |
| Албанци                              | Албанци                              |                                      | 1.704                                | 83,69%                               |
| Срби                                 | Срби                                 |                                      | 163                                  | 8,00%                                |
| Роми                                 | Роми                                 |                                      | 8                                    | 0,39%                                |
| Мађари                               | Мађари                               |                                      | 2                                    | 0,09%                                |
| Македонци                            | Македонци                            |                                      | 2                                    | 0,09%                                |
| непознато                            | непознато                            |                                      | 16                                   | 0,78%                                |

| Етнички састав према попису из 2022.‍ | Етнички састав према попису из 2022.‍ | Етнички састав према попису из 2022.‍ | Етнички састав према попису из 2022.‍ | Етнички састав према попису из 2022.‍ |
| ------------------------------------ | ------------------------------------ | ------------------------------------ | ------------------------------------ | ------------------------------------ |
|                                      |                                      |                                      |                                      |                                      |
| Албанци                              | Албанци                              |                                      | 1.905                                | 96,4%                                |
| Срби                                 | Срби                                 |                                      | 17                                   | 0,9%                                 |
| остали                               | остали                               |                                      | 42                                   | 2,1%                                 |